# Otočić Tetovišnjak Mali
Otočić Tetovišnjak Mali är en ö i Kroatien.   Den ligger i länet Šibenik-Knins län, i den södra delen av landet, 230 km söder om huvudstaden Zagreb. Arean är 0,11 kvadratkilometer.
Terrängen på Otočić Tetovišnjak Mali är platt. Öns högsta punkt är 21 meter över havet. 